# Panjani
Panjani falu Horvátországban, a Sziszek-Monoszló megyében. Közigazgatásilag Hrvatska Kostajnicához tartozik.

## Fekvése
Sziszek városától légvonalban 30, közúton 40 km-re délkeletre, községközpontjától 2 km-re északnyugatra, a 30-as számú főút mentén fekszik.

## Története
A település a török kiűzése után a 17. század végén keletkezett, amikor az osztrák generálisok védelmi célból a Zrínyi-hegység vidékére a török határövezetből érkezett pravoszláv katonákat, martalócokat telepítettek be. Az első katonai felmérés térképén „Dorf Paniani” néven szerepel. Lipszky János 1808-ban Budán kiadott repertóriumában „Panyani” néven szerepel.  Nagy Lajos 1829-ben kiadott művében ugyancsak „Panyani” néven 30 házzal és 154 görögkeleti vallású lakossal találjuk. A katonai határőrvidék kialakítása után a Petrinya központú második báni ezredhez tartozott. A katonai közigazgatás megszüntetése után Zágráb vármegye részeként a Kostajnicai járás része volt.
1857-ben 42, 1910-ben 143 lakosa volt. 1918-ban az új szerb-horvát-szlovén állam, majd később Jugoszlávia része lett. Különösen nehéz időszakot élt át a térség lakossága a II. világháború alatt. 1941-ben a németbarát Független Horvát Állam része lett. A délszláv háború előtt lakosságának 79%-a szerb, 14%-a horvát nemzetiségű volt. 1991. június 25-én a független Horvátország része lett. A délszláv háború idején 1991-ben lakossága csatlakozott a JNA erőihez és a szerb szabadcsapatokhoz. A Krajinai Szerb Köztársasághoz tartozott. 1995. augusztus 6-án a Vihar hadművelettel foglalta vissza a horvát hadsereg. A szerb lakosság nagy része elmenekült. 1991. szeptember 1-jén a szerb félkatonai alakulatok Panjaninál gyilkoltak meg két orosz újságírót, akik a harcokról tudósítottak. A szerbek a gyilkosságot hosszú ideig a horvátokra hárították. Oroszország bizottságot küldött ki az eset kivizsgálására és a horvát hatóságok is vizsgálatot indítottak. Végül mintegy húsz év után sikerült kideríteni az eset körülményeit. A településnek 2011-ben 125 lakosa volt.

## Népesség
| Lakosság változása | Lakosság változása | Lakosság változása | Lakosság változása | Lakosság változása | Lakosság változása | Lakosság változása | Lakosság változása | Lakosság változása | Lakosság változása | Lakosság változása | Lakosság változása | Lakosság változása | Lakosság változása | Lakosság változása | Lakosság változása |
| ------------------ | ------------------ | ------------------ | ------------------ | ------------------ | ------------------ | ------------------ | ------------------ | ------------------ | ------------------ | ------------------ | ------------------ | ------------------ | ------------------ | ------------------ | ------------------ |
| 1857               | 1869               | 1880               | 1890               | 1900               | 1910               | 1921               | 1931               | 1948               | 1953               | 1961               | 1971               | 1981               | 1991               | 2001               | 2011               |
| 42                 | 33                 | 48                 | 68                 | 121                | 143                | 149                | 205                | 199                | 196                | 200                | 247                | 218                | 221                | 147                | 125                |